# Jänschwalde
Jänschwalde település Németországban, azon belül Brandenburgban. Lakosainak száma 1504 fő (2023. december 31.).

## Népesség
A település népességének változása:
| Lakosok száma | 1751 | 1537 | 1523 | 1521 | 1523 | 1504 |
|               | 2010 | 2017 | 2019 | 2021 | 2022 | 2023 |